# Augusto Paolo Lojudice
Augusto Paolo Lojudice (Rim, 1. srpnja 1964.) talijanski je prelat Katoličke Crkve koji je od 2019. nadbiskup Siena-Colle di Val d'Elsa-Montalcino. Imenovan je biskupom Montepulciano-Chiusi-Pienza u srpnju 2022.
Papa Franjo je 25. listopada 2020. najavio da će ga imenovati kardinalom na konzistoriju zakazanom za 28. studenog 2020. godine. Nijedan nadbiskup Siene nije proglašen kardinalom od 1801. godine. Na tom ga je konzistoriju papa Franjo proglasio kardinalom-svećenikom crkve Santa Maria del Buon Consiglio.